# Вердаско, Фернандо
Ферна́ндо Верда́ско Кармо́на (исп. Fernando Verdasco Carmona; род. 15 ноября 1983[…], Мадрид) — испанский теннисист; полуфиналист одного турнира Большого шлема в одиночном разряде (Открытый чемпионат Австралии-2009); победитель Итогового турнира ATP (2013) в парном разряде; победитель 15 турниров ATP (в том числе семь — в одиночном разряде); бывшая седьмая ракетка мира в одиночном разряде и восьмая — в парном; трёхкратный обладатель Кубка Дэвиса (2008, 2009, 2011) и Кубка Хопмана (2013) в составе национальной сборной Испании.

## Общая информация
Фернандо — один из трёх детей мадридских рестораторов Хосе и Ольги Вердаско. Его сестёр зовут Ольга и Ана.
Отец поощрял занятия своих детей теннисом и построил во дворе их дома два хардовых корта, где Фернандо в четыре года впервые взял ракетку в руки и попробовал сыграть в данный вид спорта.
Лучший удар — форхенд. На корте испанец предпочитает активные действия у задней линии, чуть стабильнее играя на хардовых кортах. Вердаско использует сильную кручёную подачу, иногда вводя мяч в игру со скоростью до 230 км/ч.
В детстве уроженцу Мадрида был поставлен диагноз СДВГ, но из-за боязни конфликтов с ВАДА медикаментозно синдром практически не лечился.
Инвентарь
Одежда и обувь — Adidas. Ракетка — Head prestige rev pro
Личная жизнь
7 декабря 2017 года Вердаско женился на Ане Бойер, с которой встречался 5 лет до свадьбы. Бойер — дочь испанского политика Мигеля Бойера и испано-филиппинской журналистки Исабель Прейслер. Сводным братом Ани является испанский певец Энрике Иглесиас. У супругов двое сыновей — Мигель Вердаско Бойер (род. 26 марта 2019) и Матео Вердаско Бойер (род. 21 декабря 2020).

## Спортивная карьера

### Начало карьеры
В 2001 году Вердаско впервые вышел в финал турнира из серии ITF Futures, а уже через год сумел выиграть один из турниров серии. В апреле 2002 года дебютировал на турнирах ATP, а именно на турнире в Эшториле. В марте 2003 года на турнире ATP Мастерс в Майами вышел в третий раунд. В этом же сезоне дебютировал на турнирах серии Большого шлема. На Уимблдонском турнире он выбыл в первом раунде, а на Открытом чемпионате США вышел в третий раунд. Это позволили Вердаско на время занять сотую строчку в рейтинге ATP.
На Открытом чемпионате Австралии первый раз сыграл в 2004 году и проиграл в первом же раунде. В начале марта 2004 года на грунтовом турнире в Акапулько ему удалось впервые дойти до финала. В решающем матче он не смог обыграть Карлоса Мойю 3-6, 0-6. Выступление на турнире в Акапулько позволило Вердаско в рейтинге подняться со 103-го на 66-е место. В апреле на турнире в Валенсии Фернандо выиграл у Альберта Портаса, Ивана Любичича, Давида Феррера и № 3 в мировом рейтинге Хуана Карлоса Ферреро, выйдя тем самым в финал. В нём он сыграл с Альберт Монтаньесом и выиграл 7-6(5), 6-3, завоевав свой первый титул на турнирах ATP. На первом своём Открытом чемпионате Франции вышел во второй раунд. В июне на турнирах в Халле и Хертогенбосе дошёл до четвертьфинала. В июле вышел в полуфинал турнира в Кицбюэле. В конце октября вышел в четвертьфинал турнира в Стокгольме. Там же вместе с Фелисиано Лопесом он завоевал первый парный титул на турнирах ATP. Сезон 2004 года закончил на 36-м месте в рейтинге.
Первую хардовую часть сезона 2005 года Вердаско провёл не очень успешно, ни разу не преодолевая на турнирах первых раундов. Первый раз в сезоне выход в четвертьфинал оформил на грунтовом турнире в Валенсии. На Мастерсе в Риме он смог выиграть у № 3 в мире на тот момент Энди Роддика 6-7(1), 7-6(3), 6-4 и выйти в четвертьфинал. В июле на турнире в Кицбюэле Вердаско вышел в финал, но уступил в борьбе за титул Гастону Гаудио 6-2, 2-6, 4-6, 4-6. В августе вышел в четвертьфинал в Нью-Хейвене и дошёл до четвёртого раунда Открытого чемпионата США. В октябре он вышел в полуфинал в Санкт-Петербурге.

### 2006—2008

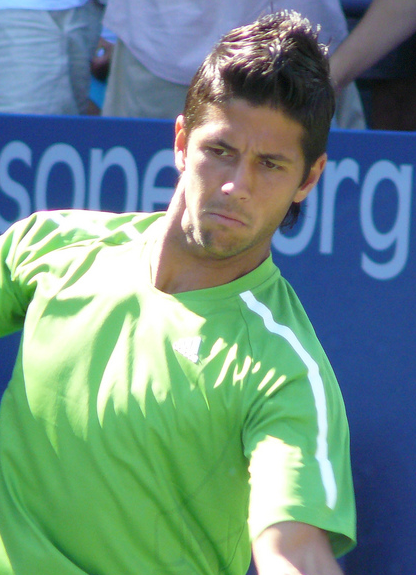
Вердаско на Открытом чемпионате США 2008 года.

Сыграв как и год назад не лучшим образом в первой хардовой части, Вердаско начал приобретать форму на грунтовой части. На турнире в Валенсии он вышел в полуфинал. На турнире серии Мастерс в Гамбурге его результатом стал четвертьфинал. На Открытом чемпионате Франции уступил в 2006 году. На Уимблдонском турнире в матче третьего раунда выиграл № 3 в мире Давида Налбандяна 7-6(9), 7-6(9), 6-2, но в матче четвёртого уступил Радеку Штепанеку 7-6(4), 3-6, 6-4, 4-6, 2-6. В июле вышел в четвертьфинал в Гштаде и полуфинал в Кицбюэле. На Открытом чемпионате США дошёл до третьего раунда, где в пятисетовом матче проиграл Энди Роддику 7-6(5), 3-6, 4-6, 7-6(4), 2-6. В конце сентября Вердаско вышел в четвертьфинал в Палермо.
В конце февраля 2007 года вышел в четвертьфинал в Лас-Вегасе. На Открытом чемпионате Франции он вышел в четвёртый раунд, а на Уимблдонском до третьего раунда. В июле он вышел в четвертьфинал в Штутгарте и полуфинал в Кицбюэле. После этого он выиграл турнир из серии «Челленджер» в Сеговии. В августе в Нью-Хейвене вышел в четвертьфинал. На Открытом чемпионате США дошёл до третьего раунда. В конце сентября вышел в полуфинал в Бангкоке. В октябре дошёл до четвертьфинала в Токио, а также вышел в финал турнира в Санкт-Петербурге, где проиграл Энди Маррею 2-6, 3-6. Сезон он завершил на 31-м месте в рейтинге.
В апреле 2008 года дошёл до четвертьфинала в Валенсии. Такой же результата и на Мастерсе в Гамбурге, где он уступил только № 1 в мире Роджеру Федереру, а в матче третьего раунда сумел победить № 5 Давида Феррера. На Открытом чемпионате Франции дошёл до четвёртого раунда, где уступил будущему чемпиону Рафаэлю Надалю. В июне в Ноттингеме Вердаско первый раз участвовал в финале турнира на траве, но проиграл его Иво Карловичу. На Уимблдонском турнире его результат четвёртый раунд. В июле он вышел в полуфинал турнира в Бостаде, а затем ему удалось выиграть титул на турнире в Умаге, переиграв в финале Игоря Андреев 3-6, 6-4, 7-6(4). В августе на турнире в Нью-Хейвене вышел в полуфинал. На Открытом чемпионате США уступил Игорю Андрееву в матче третьего раунда. В октябре дошёл до четвертьфинала в Вене и полуфинала в Санкт-Петербурге. В конце 2008 года Вердаско помог Сборной Испании обыграть в финале Кубка Дэвиса Сборную Аргентины и стать обладателем трофея.

### 2009—2010

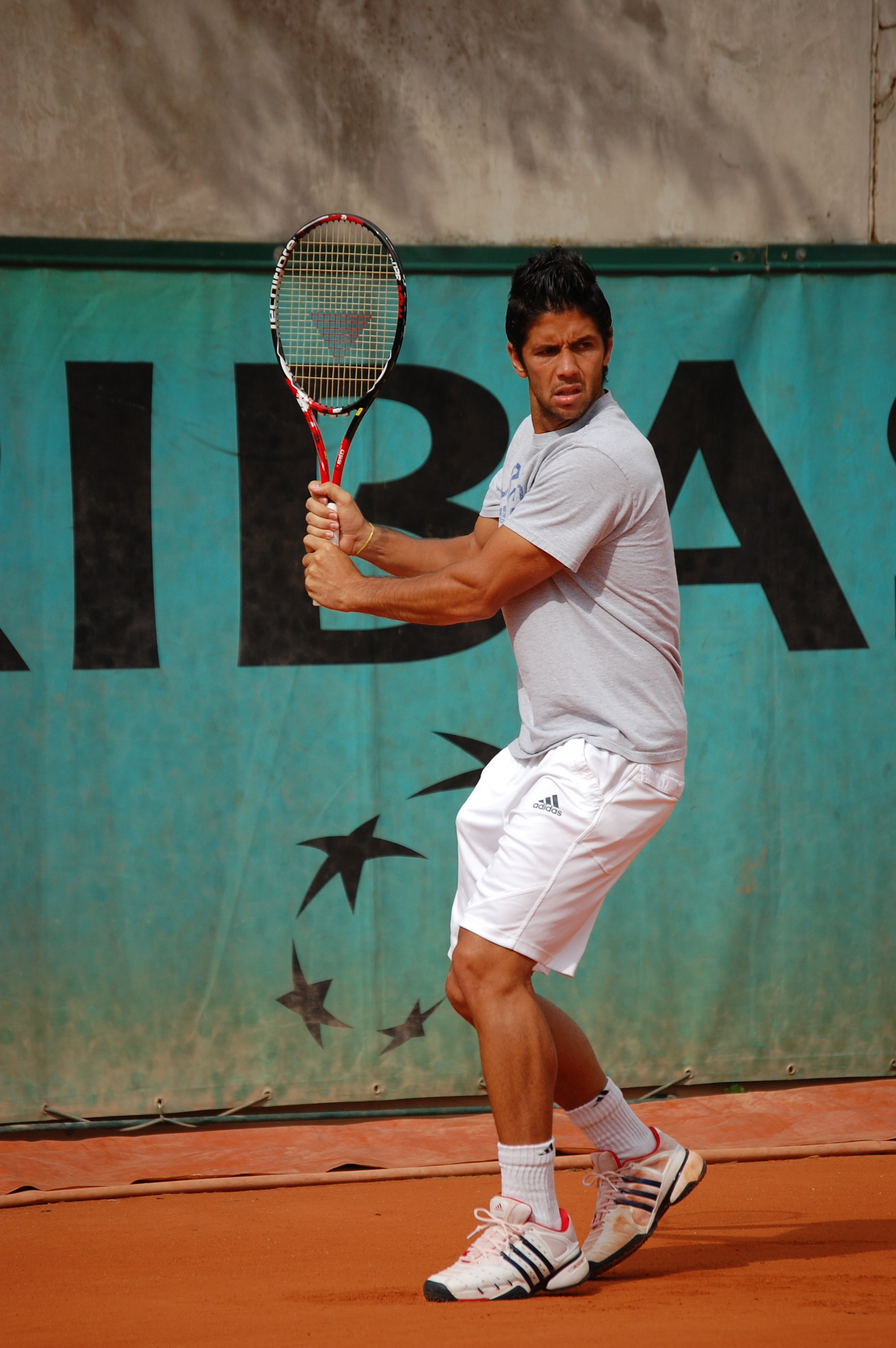
Вердаско на Открытом чемпионате Франции-2009.

Стартовал в 2009 году Вердаско на турнире в Брисбене, где он сумел выйти в финал. В решающем матче он проиграл Радеку Штепанеку 6-3, 3-6, 4-6. Очень успешно Вердаско выступил на Открытом чемпионате Австралии 2009 года. Пройдя очень легко первые три раунда (не отдал не одного сета и ещё три сета выиграл в сухую), в матче четвёртого раунда его соперником стал № 4 в мире Энди Маррей. Вердаско обыграл британского теннисиста 2-6, 6-1, 1-6, 6-3, 6-4. В четвертьфинале он сразился № 7 в мире Жо-Вильфрид Тсонга. Его Вердаско выиграл со счётом 7-6(2), 3-6, 6-3, 6-2. В полуфинале Фернандо уступил в упорнейшем 5-сетовом матче первой ракетке мира Рафаэлю Надалю 7-6(4), 4-6, 6-7(2), 7-6(1), 4-6. Матч продолжался 5 часов 14 минут, что стало рекордом продолжительности матчей в одиночном разряде в истории этого турнира Большого шлема. Выступления в Австралии позволили Вердаско впервые в рейтинге войти в лучшую десятку теннисистов.
Следующий турнир сыграл в марте. На Мастерсе в Индиан-Уэлсе он дошёл до четвертьфинала, уступив там Федереру 3-6, 6-7(5). Также до четвертьфинала Вердаско дошёл на Мастерсах в Майами, Монте-Карло, Риме, Мадриде и на турнире в Барселоне. На Открытом чемпионате Франции и Уимблдонском турнире его результатом стал выход в четвёртый раунд. В июле он вышел в четвертьфинал в Бостаде. В конце августа Вердаско победил на турнире в Нью-Хейвене. В финале того турнира он победил Сэма Куэрри 6-4, 7-6(6) и завоевал свой третий одиночный титул на турнирах ATP. На Открытом чемпионате США впервые вышел в четвертьфинал, где уступил Энди Маррею 6-7(2), 6-1, 5-7, 2-6. В начале октября он оформил выход в финал на турнире в Куала-Лумпуре в котором уступил Николаю Давыденко 4-6, 5-7. Затем вышел в четвертьфинал в Пекине. В ноябре вышел в полуфинал турнира в Валенсии. Заняв по итогам чемпионской гонки 8-е место. Вердаско впервые принял участие в Итоговом турнире. На этом турнире он выступил неудачно, проиграв все три матча в своей группе. Итогом лучшего на тот момент сезона в карьере Вердаско стало 9-е место в рейтинге.
Первым официальным турниром в 2010 году Вердаско стал Открытый чемпионат Австралии, где дошёл до четвёртого раунда. В феврале он завоевал титул на турнире в Сан-Хосе, выиграв в финале Энди Роддика 3-6, 6-4, 6-4. В конце февраля вышел в четвертьфинал в Акапулько. Такой же результат у него и на Мастерсе в Майами. На Мастерсе в Монте-Карло Вердаско обыграл Жюльена Беннето, Томаша Бердыха, Альберта Монтаньеса и № 2 в рейтинге Новака Джоковича. Это позволило ему впервые выйти в финал турнира серии Мастерс. В решающем матче он легко уступил своего соотечественнику Рафаэлю Надалю 0-6, 1-6. На следующем турнире в Барселоне Вердаско удалось победить в финале Робина Сёдерлинга и завоевал свой пятый одиночный титул на турнирах ATP. На Мастерсе в Риме, обыграв № 2 в рейтинге Новака Джоковича, Вердаско вышел в полуфинал, где уступил Давиду Ферреру. В финал он вышел на турнире в Ницце, где уступил Ришару Гаске. На Открытом чемпионате Франции четвёртый год подряд дошёл до четвёртого раунда. На Уимблдонском турнире уступил уже в первом раунде.
В июле вышел в четвертьфинал на турнире в Бостаде. В августе такого же результата добился на турнире в Вашингтоне. На Открытом чемпионате США, как и год назад, Вердаско смог дойти до четвертьфинала, обыграв среди прочих Давида Налбандяна 6-2, 3-6, 6-3, 6-2 и Давида Феррера 5-7, 6-7(8), 6-3, 6-3, 7-6(4). Путь в полуфинал ему преградил Рафаэль Надаль, которому Вердаско уступил 5-7, 3-6, 4-6. Концовка сезона Вердаско не удалась. На турнирах до конца сезона он не преодолевал первых раундов. В итоге он остановился в шаге от участия в итоговом турнире, заняв по итогам сезона 9-е место.

### 2011—2012

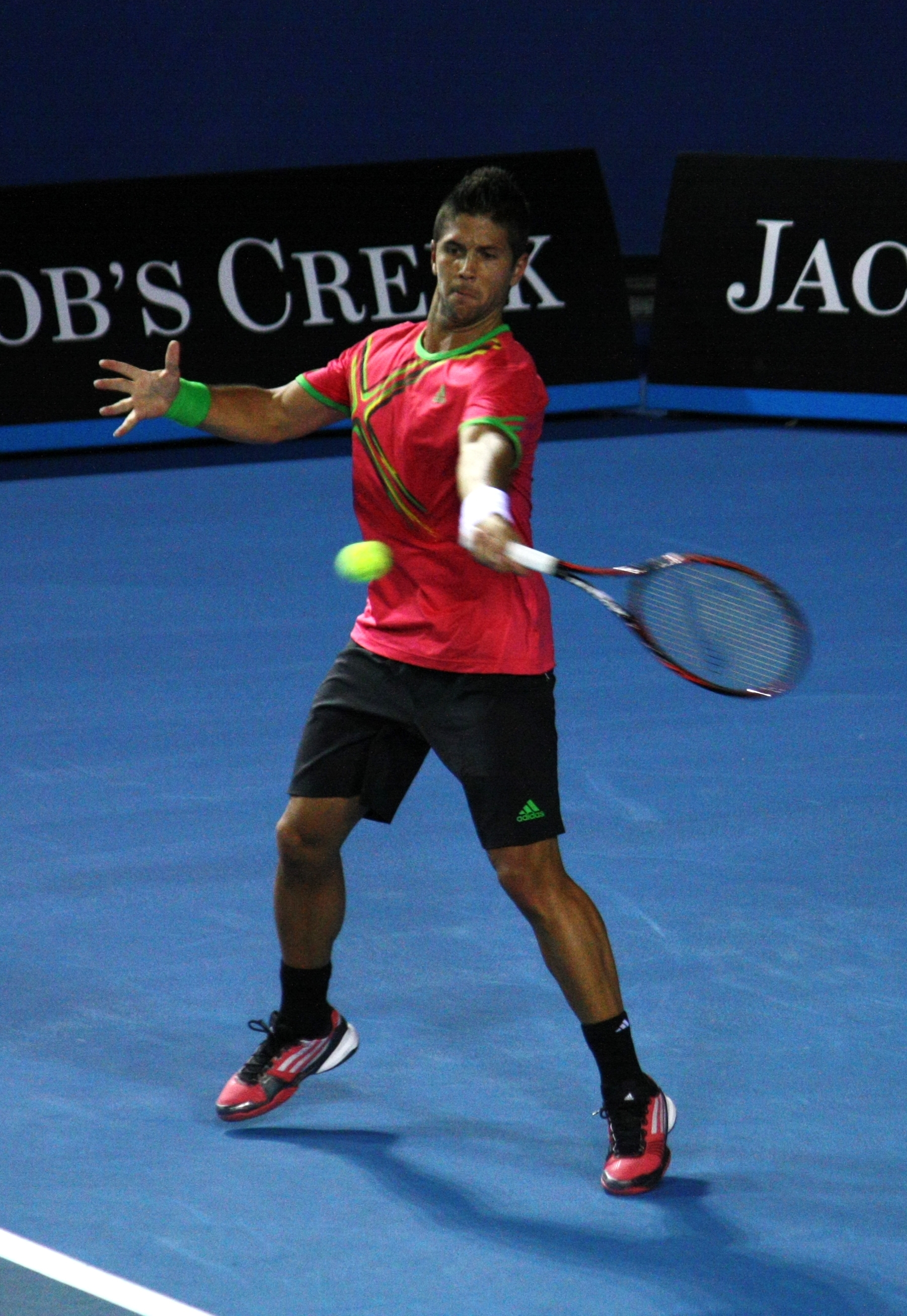
Вердаско на Открытом чемпионате Австралии 2011 года.

На Открытом чемпионате Австралии 2011 года Вердаско вышел в четвёртый раунд. В феврале на турнире в Сан-Хосе остановился в шаге от защиты своего прошлогоднего титула. В финале он уступил Милошу Раоничу 6-7(6), 6-7(5). На турнире в Эшториле в конце апреля Вердаско так же дошёл до финала, где проиграл Хуану Мартину дель Потро. На Открытом чемпионате Франции Вердаско проиграл в третьем раунде. На травяном турнире в Лондоне вышел в четвертьфинал. На Уимблдонском турнире выбыл на стадии второго раунда. В июле на турнире в Гамбурге дошёл до полуфинала. На турнире в Гштаде вышел в финал, но проиграл Марселю Гранольерсу 4-6, 6-3, 3-6. В августе вышел в четвертьфинал на турнире в Вашингтоне. На Открытом чемпионате США проиграл Тсонга в третьем раунде. В начале октября вышел в четвертьфинал в Пекине. В целом после двух удачных сезонов 2009 и 2010 года, когда Вердаско финишировал в первой десятке, в 2011 году он сбавил свои результаты. В рейтинге по итогам года он стал 24-м.
2012 год Вердаско начал с выхода в полуфинал турнира в Окленде. На Открытом чемпионате Австралии выбыл в первом же раунде, уступив Бернарду Томичу. В феврале он вышел в четвертьфинал в Сан-Паулу. В Акапулько сумел выйти в четвертьфинал, но в борьбе за титул уступил Давиду Ферреру 1-6, 2-6. В Барселоне он добрался до полуфинала. На Мастерсе в Мадриде вышел в четвертьфинал. На Открытом чемпионате Франции и Уимблдонском турнире проиграл в третьем раунде. В июле на турнире в Умаге вышел в полуфинал. В конце июля Вердаско впервые принял участие в летних Олимпийских играх 2012 года. В Лондоне в одиночном турнире он выбыл уже в первом раунде, уступив Денису Истомину. На Открытом чемпионате США Вердаско проиграл в матче третьего раунда Роджеру Федереру. В конце сентября вышел в четвертьфинал турнира в Бангкоке. Сезон как и год назад он завершил на 24-м месте. В 2012 году Вердаско удалось завоевать сразу четыре титула в парном разряде (в Буэнос-Айресе, Акапулько, Умаге и Гамбурге. Все они были завоеваны в паре с Давидом Марреро.

### 2013—2016

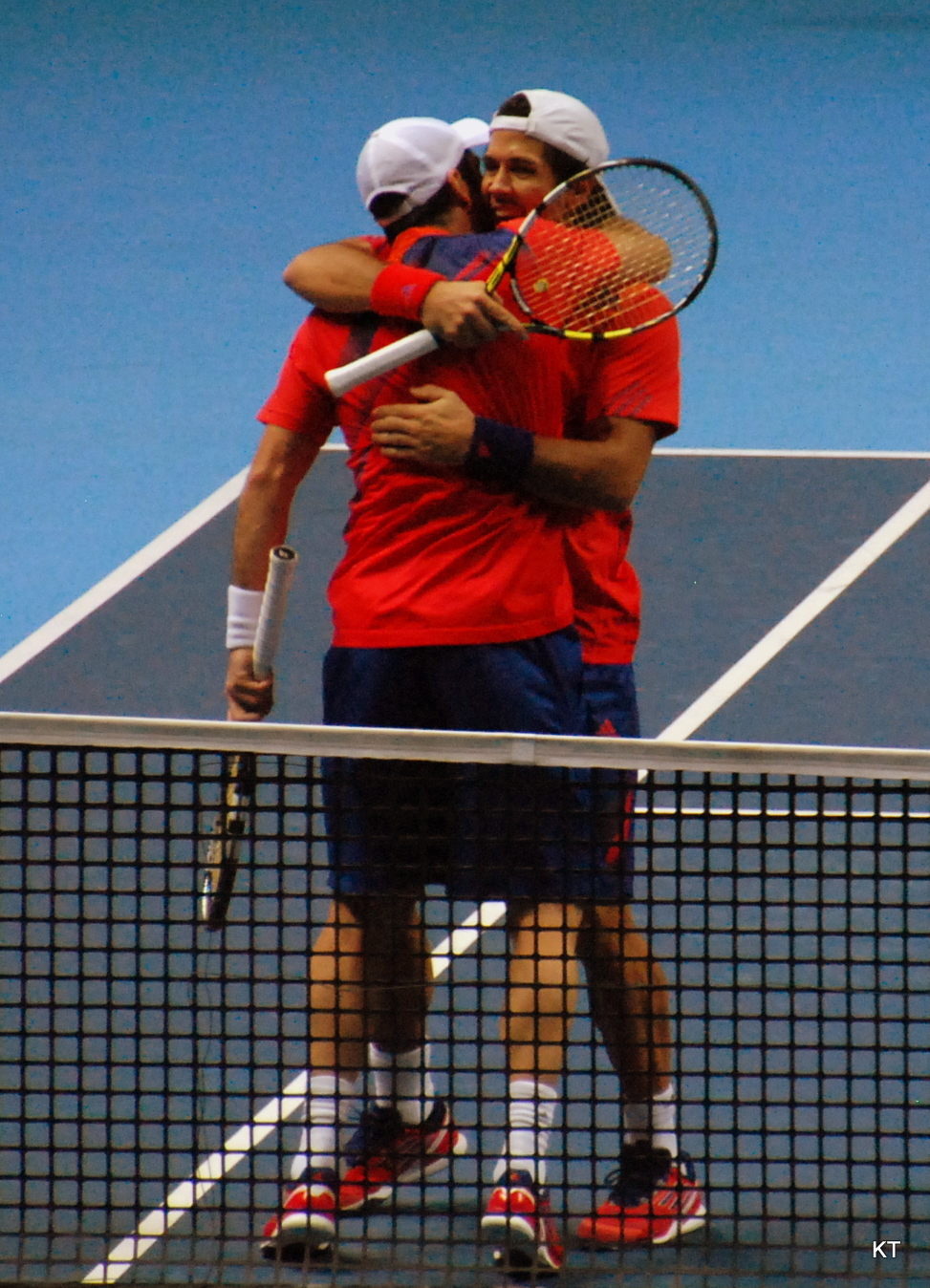
Вердаско и Марреро после победы на Итоговом турнире 2013 года

Сезон Вердаско начал с победы на командном турнире Кубок Хопмана, где он выступил вместе с Анабель Мединой Гарригес в составе команды Испании. На Открытом чемпионате Австралии он добрался до третьего раунда в одиночном разряде и до четвертьфинала в парном в дуэте с Марреро. Также до четвертьфинала Вердаско и Марреро дошли и на Ролан Гаррос.
В июне Фернанадо вышел в четвертьфинал на турнире в Истборне. На Уимблдоне Вердаско, не будучи сеянным, впервые в карьере дошёл до 1/4 финала этого турнира Большого шлема. В четвертьфинале Вердаско выиграл первые два сета у Энди Маррея и имел много брейкпоинтов в третьем и четвёртом сете, но в итоге Маррей победил 4-6, 3-6, 6-1, 6-4, 7-5, а затем выиграл турнир.
В июле на грунтовом турнире в Бостаде Вердаско сумел выйти в финал, в котором проиграл Карлосу Берлоку со счётом 5-7, 1-6. Затем он на трёх турнирах подряд дошёл до четвертьфинала (в Гамбурге, Кицбюэле и Уинстон-Сейлеме). В сентябре в альянсе с Марреро Вердаско взял парный трофей турнира в Санкт-Петербурге, а затем их пара смогла выйти в финал Мастерса в Шанхае. В октябре на турнире в Стокгольме Фернандо смог выйти в четвертьфинал В ноябре 2013 года Вердаско в паре с Давидом Марреро достаточно неожиданно победил в Финале Мирового тура ATP в Лондоне, в решающем матче испанцы переиграли знаменитых братьев Брайанов — 7-5, 6-7(3), [10-7].
В апреле 2014 года Вердаско победил на грунтовом турнире в Хьюстоне. В решающем матче он переиграл соотечественника Николоса Альмагро — 6-3, 7-6(4). На Открытом чемпионате Франции 2014 года Вердаско пятый раз в карьере дошёл до 4-го раунда, где он уступил в трёх сетах Энди Маррею. В июне он вышел в четвертьфинал турнира на траве в Хертогенбосе, а в июле в полуфинал на грунте в Бостаде и Гштаде. На Открытом чемпионате США дуэт Вердаско и Марреро смог выйти в четвертьфинал парных соревнований. Лучшим результатом осени для Вердаско стал четвертьфинал турнира в Стокгольме.
На Открытом чемпионате Австралии 2015 года Вердаско прошёл в стадию третьего раунда. В феврале он смог сыграть в полуфинале турнира в Кито. Следующего полуфинала он достиг в апреле на турнире в Хьюстоне. На Уимблдоне Фернандо доиграл до третьего раунда.
На Открытом чемпионате Австралии 2016 года Вердаско в первом раунде смог обыграть в пяти сетах Рафаэля Надаля, однако сам в свою очередь проиграл уже в следующем раунде. В апреле Вердаско выиграл свой седьмой одиночный титул в Мировом туре. Он смог победить на грунтовом турнире в Бухаресте, где в решающем матче нанёс поражения французу Люке Пую — 6-3, 6-2. Лучшим достижением в сезоне на Больших шлемах стал выход в третий раунд на кортах Ролан Гаррос. В июле Фернандо смог пройти в финал турнира в Бостаде, но в борьбе за главный приз он проиграл Альберту Рамосу — 3-6, 4-6. В начале августа Вердаско вышел в 1/4 финала на харде в Атланте, а в конце месяца до той же стадии он добрался на турнире в Уинстон-Сейлеме.

### 2017—2020

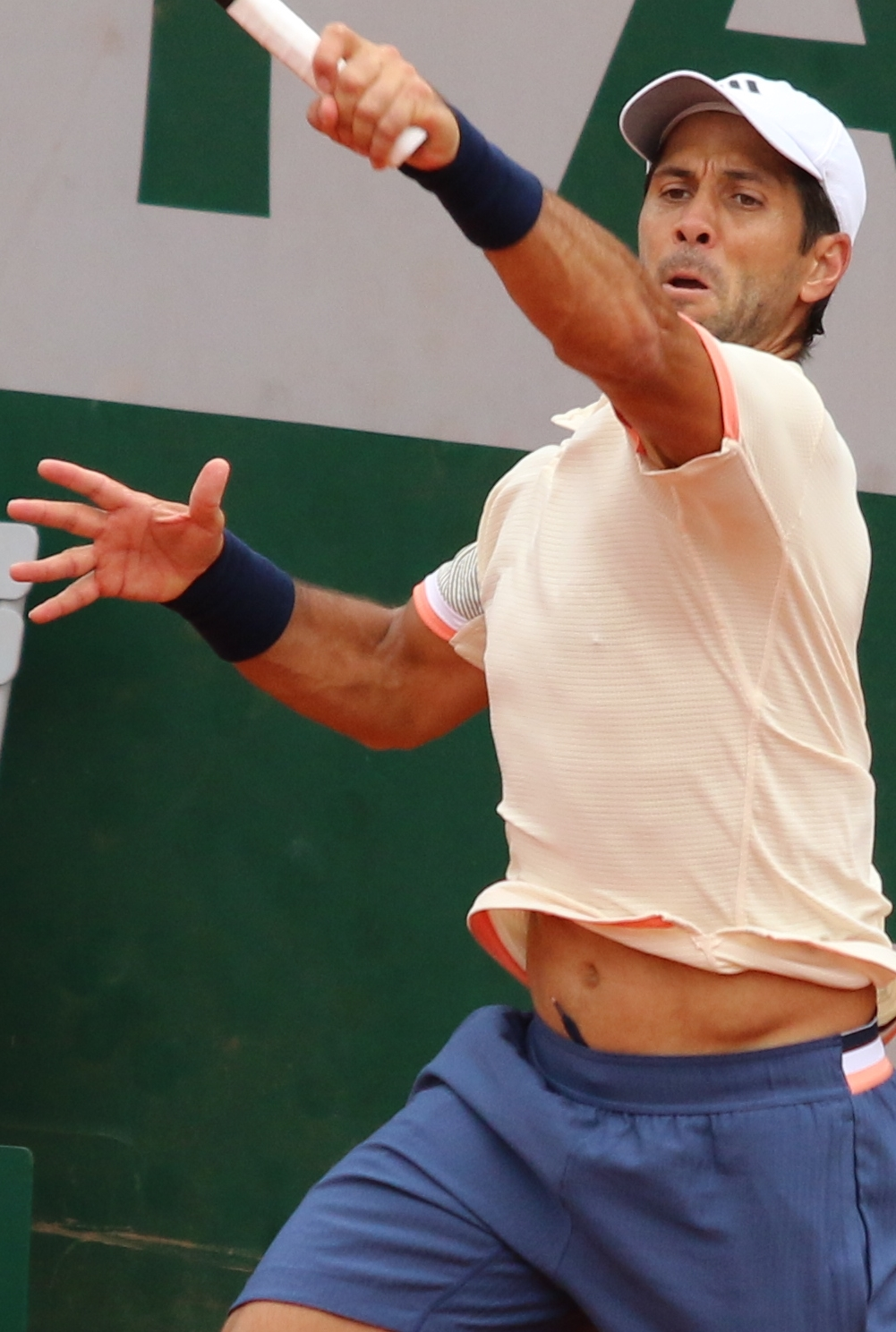
Вердаско на Открытом чемпионате Франции 2018 года

Сезон 2017 года Вердаско начал с выхода в полуфинал на турнире в Дохе. В феврале он смог хорошо сыграть на турнире в Дубае, выйдя в финал, в котором его соперником стал лидер мирового рейтинга Энди Маррей. Испанец не смог обыграть первую ракетку, проиграв со счётом 3-6, 2-6. В грунтовой части сезона он дважды вышел в четвертьфинал на апрельских турнирах в Хьюстоне и Будапеште.
В 2017 году Фернандо с седьмой попытки сумел преодолеть стадию 1/4 финала на турнирах Большого шлема в парном разряде. На Открытом чемпионате Франции Вердаско и Ненад Зимонич обыграли в четвертьфинале Рожериу Дутра да Силву и Паоло Лоренци в двух сетах. В полуфинале Вердаско и Зимонич в упорной борьбе уступили паре Сантьяго Гонсалес и Дональд Янг — 7-6(3), 5-7, 3-6. В одиночном разряде Вердаско на Ролан Гаррос шестой раз в карьере дошёл до 4-го круга, но вновь не сумел там победить, на этот раз испанца остановил Кэй Нисикори, несмотря на «баранку» в первом сете — 0-6, 6-4, 6-4, 6-0.
Лучшим результатом а траве в 2017 году стал для Вердаско четвертьфинал турнира в Анталье. В июле он вышел в полуфинал турнира в Бостаде, а следующий раз до этой стадии смог доиграть уже в октябре на зальном турнире в Стокгольме. Последним в сезоне для Вердаско стал Мастерс в Париже, в третьем раунде которого он смог победить № 6 в мире на тот момент Доминика Тима (6-4, 6-4) и выйти в четвертьфинал.
В феврале 2018 года на турнире в Рио-де-Жанейро Вердаско удалось выйти в финал, обыграв по пути среди прочих действующего чемпиона турнира Доминика Тима в 1/4 финала (6-4, 6-0). В решающем матче Фернандо проиграл аргентинцу Диего Шварцману — 2-6, 3-6. Также в Рио он смог выйти и в парный финал и в партнёрстве с Марреро смог выиграть главный приз. На Мастерсе в Индиан-Уэлсе в марте Вердаско удалось во втором раунде обыграть № 4 в мире Григора Димитрова (7-6, 4-6, 6-3), но уже в следующем раунде он покинул турнир.
На Открытом чемпионате Франции 2018 года Вердаско в третьем круге также обыграл Димитрова — 7-6(4), 6-2, 6-4, но в 4-м круге уступил Новаку Джоковичу (3-6, 4-6, 2-6). В июне он вышел в четвертьфинал на траве в Хертогенбосе. В июле Фернанадо сыграл в полуфинале в Бостаде, а в конце августа впервые с 2012 года вышел в третий раунд на Открытом чемпионате США. Осенью испанец на двух турнирах сумел пройти в полуфинал: в сентябре в Шэньчжэне и в октябре в Вене.
На Открытом чемпионате Австралии 2019 года Вердаско доиграл до третьего раунда. В феврале на турнире в Софие он сыграл в четвертьфинале. В мае Фернандо участвовал на Мастерсе в Риме, где вышел в четвертьфинал, но проиграл в нём Рафаэлю Надалю в двух сетах. В июне на траве в Истборне он добрался до четвертьфинала, а в июле на Уимблдонском турнире впервые с 2013 года дошёл до четвёртого раунда, где проиграл в упорном 4-сетовом противостоянии бельгийцу Давиду Гоффену. В июле Вердаско вышел в четвертьфинал турнира в Кицбюэле.
На старте 2020 года Вердаско вышел в четвертьфинал турнира в Дохе. На Открытом чемпионате Австралии он в седьмой раз в карьере сумел дойти как минимум до третьего круга этого турнира Большого шлема, где уступил № 7 в рейтинге Александру Звереву в трёх сетах.
Был дисквалифицирован с турнира Ролан Гаррос 2020 года из-за положительного теста на коронавирус, хотя два повторных теста дали отрицательные результаты. Заявил о готовности подать в суд на организаторов турнира, которые на следующий день после его дисквалификации поменяли правила и разрешили делать второй тест.

## Рейтинг на конец года
| Год  | Одиночный рейтинг | Парный рейтинг |
| ---- | ----------------- | -------------- |
| 2023 | 651               |                |
| 2022 | 124               | 557            |
| 2021 | 154               | 1 296          |
| 2020 | 65                | 379            |
| 2019 | 49                | 192            |
| 2018 | 28                | 80             |
| 2017 | 35                | 66             |
| 2016 | 42                | 169            |
| 2015 | 49                | 99             |
| 2014 | 33                | 37             |
| 2013 | 30                | 8              |
| 2012 | 24                | 29             |
| 2011 | 24                | 393            |
| 2010 | 9                 | 201            |
| 2009 | 9                 | 84             |
| 2008 | 16                | 51             |
| 2007 | 26                | 112            |
| 2006 | 35                | 228            |
| 2005 | 32                | 83             |
| 2004 | 36                | 89             |
| 2003 | 109               | 872            |
| 2002 | 173               | 578            |
| 2001 | 464               | 542            |
| 2000 | 1 332             |                |
| 1999 | 1 026             |                |

По данным официального сайта ATP на последнюю неделю года.

## Выступления на турнирах

### Финалы турнировATPв одиночном разряде (23)

#### Победы (7)
| Легенда                                |
| -------------------------------------- |
| Турниры Большого шлема (0)*            |
| Итоговый турнир ATP (0+1)              |
| Мастерс (0+1)                          |
| ATP International Gold / АТР 500 (1+3) |
| ATP International / АТР 250 (6+4)      |

| Титулы по покрытиям | Титулы по месту проведения матчей турнира |
| ------------------- | ----------------------------------------- |
| Хард (2+3)*         | Зал (1+3)                                 |
| Грунт (5+5)         | Зал (1+3)                                 |
| Трава (0)           | Открытый воздух (6+5)                     |
| Ковёр (0)           | Открытый воздух (6+5)                     |

* количество побед в одиночном разряде + количество побед в парном разряде.
| №  | Дата            | Турнир             | Покрытие   | Соперник в финале | Счёт           |
| 1. | 18 апреля 2004  | Валенсия, Испания  | Грунт      | Альберт Монтаньес | 7-6(5) 6-3     |
| 2. | 20 июля 2008    | Умаг, Хорватия     | Грунт      | Игорь Андреев     | 3-6 6-4 7-6(4) |
| 3. | 29 августа 2009 | Нью-Хэйвен, США    | Хард       | Сэм Куэрри        | 6-4 7-6(7)     |
| 4. | 14 февраля 2010 | Сан-Хосе, США      | Хард (зал) | Энди Роддик       | 3-6 6-4 6-4    |
| 5. | 25 апреля 2010  | Барселона, Испания | Грунт      | Робин Сёдерлинг   | 6-3 4-6 6-3    |
| 6. | 13 апреля 2014  | Хьюстон, США       | Грунт      | Николас Альмагро  | 6-3 7-6(4)     |
| 7. | 24 апреля 2016  | Бухарест, Румыния  | Грунт      | Люка Пуй          | 6-3 6-2        |

#### Поражения (16)
| №   | Дата            | Турнир                    | Покрытие    | Соперник в финале      | Счёт              |
| 1.  | 7 марта 2004    | Акапулько, Мексика        | Грунт       | Карлос Мойя            | 3-6 0-6           |
| 2.  | 31 июля 2005    | Кицбюэль, Австрия         | Грунт       | Гастон Гаудио          | 6-2 2-6 4-6 4-6   |
| 3.  | 28 октября 2007 | Санкт-Петербург, Россия   | Ковёр (зал) | Энди Маррей            | 2-6 3-6           |
| 4.  | 22 июня 2008    | Ноттингем, Великобритания | Трава       | Иво Карлович           | 5-7 7-6(4) 6-7(8) |
| 5.  | 11 января 2009  | Брисбен, Австралия        | Хард        | Радек Штепанек         | 6-3 3-6 4-6       |
| 6.  | 4 октября 2009  | Куала-Лумпур, Малайзия    | Хард (зал)  | Николай Давыденко      | 4-6 5-7           |
| 7.  | 18 апреля 2010  | Монте-Карло, Монако       | Грунт       | Рафаэль Надаль         | 0-6 1-6           |
| 8.  | 22 мая 2010     | Ницца, Франция            | Грунт       | Ришар Гаске            | 3-6 7-5 6-7(5)    |
| 9.  | 13 февраля 2011 | Сан-Хосе, США             | Хард (зал)  | Милош Раонич           | 6-7(6) 6-7(5)     |
| 10. | 1 мая 2011      | Оэйраш, Португалия        | Грунт       | Хуан Мартин дель Потро | 2-6 2-6           |
| 11. | 31 июля 2011    | Гштад, Швейцария          | Грунт       | Марсель Гранольерс     | 4-6 6-3 3-6       |
| 12. | 3 марта 2012    | Акапулько, Мексика (2)    | Грунт       | Давид Феррер           | 1-6 2-6           |
| 13. | 14 июля 2013    | Бостад, Швеция            | Грунт       | Карлос Берлок          | 5-7 1-6           |
| 14. | 17 июля 2016    | Бостад, Швеция (2)        | Грунт       | Альберт Рамос          | 3-6 4-6           |
| 15. | 4 марта 2017    | Дубай, ОАЭ                | Хард        | Энди Маррей            | 3-6 2-6           |
| 16. | 25 февраля 2018 | Рио-де-Жанейро, Бразилия  | Грунт       | Диего Шварцман         | 2-6 3-6           |

### Финалы челленджеров и фьючерсов в одиночном разряде (8)

#### Победы (4)
| Условные обозначения |
| Челленджеры (2)*     |
| Фьючерсы (2+5)       |

| Титулы по покрытиям | Титулы по месту проведения матчей турнира |
| ------------------- | ----------------------------------------- |
| Хард (2)*           | Зал (0)                                   |
| Грунт (2+5)         | Зал (0)                                   |
| Трава (0)           | Открытый воздух (4+5)                     |
| Ковёр (0)           | Открытый воздух (4+5)                     |

* количество побед в одиночном разряде + количество побед в парном разряде.
| №  | Дата           | Турнир                     | Покрытие | Соперник в финале    | Счёт           |
| 1. | 15 апреля 2001 | Валенсия, Испания          | Грунт    | Эрик Продон          | 6-2 6-2        |
| 2. | 9 июня 2002    | Канарские острова, Испания | Грунт    | Тони Хольцингер      | 6-1 6-1        |
| 3. | 5 августа 2007 | Сеговия, Испания           | Хард     | Алун Джонс           | 6-2 6-4        |
| 4. | 13 марта 2022  | Монтеррей, Мексика         | Хард     | Праджнеш Гуннесваран | 4-6 6-3 7-6(3) |

#### Поражения (4)
| №  | Дата            | Турнир                     | Покрытие | Соперник в финале       | Счёт          |
| 1. | 18 марта 2001   | Бадалона, Испания          | Грунт    | Франсиско Фогес Доменек | 6-4 3-6 4-6   |
| 2. | 26 августа 2001 | Ирун, Испания              | Грунт    | Хоакин Муньос Эрнандес  | 6-7(5) 6-7(4) |
| 3. | 23 июня 2002    | Канарские острова, Испания | Грунт    | Хуан Луис Раскон Лопе   | 4-6 2-6       |
| 4. | 4 августа 2002  | Сеговия, Испания           | Хард     | Оливье Мути             | 4-6 2-6       |

### Финалы турнировATPв парном разряде (13)

#### Победы (8)
| №  | Дата             | Турнир                   | Покрытие   | Партнёр         | Соперники в финале                               | Счёт              |
| 1. | 31 октября 2004  | Стокгольм, Швеция        | Хард (зал) | Фелисиано Лопес | Уэйн Артурс Пол Хенли                            | 6-4 6-4           |
| 2. | 25 февраля 2012  | Буэнос-Айрес, Аргентина  | Грунт      | Давид Марреро   | Михал Мертиняк Андре Са                          | 6-4 6-4           |
| 3. | 3 марта 2012     | Акапулько, Мексика       | Грунт      | Давид Марреро   | Марсель Гранольерс Марк Лопес                    | 6-3 6-4           |
| 4. | 14 июля 2012     | Умаг, Хорватия           | Грунт      | Давид Марреро   | Марсель Гранольерс Марк Лопес                    | 6-3 7-6(4)        |
| 5. | 22 июля 2012     | Гамбург, Германия        | Грунт      | Давид Марреро   | Рожериу Дутра да Силва Даниэль Муньос де ла Нава | 6-4 6-3           |
| 6. | 22 сентября 2013 | Санкт-Петербург, Россия  | Хард (зал) | Давид Марреро   | Доминик Инглот Денис Истомин                     | 7-6(6) 6-3        |
| 7. | 11 ноября 2013   | Финал Мирового Тура ATP  | Хард (зал) | Давид Марреро   | Боб Брайан Майк Брайан                           | 7-5 6-7(3) [10-7] |
| 8. | 25 февраля 2018  | Рио-де-Жанейро, Бразилия | Грунт      | Давид Марреро   | Никола Мектич Александр Пейя                     | 5-7 7-5 [10-8]    |

#### Поражения (5)
| №  | Дата            | Турнир             | Покрытие   | Партнёр               | Соперники в финале             | Счёт                 |
| 1. | 22 июля 2007    | Штутгарт, Германия | Грунт      | Гильермо Гарсия Лопес | Леош Фридль Франтишек Чермак   | 4-6 4-6              |
| 2. | 11 января 2009  | Брисбен, Австралия | Хард       | Миша Зверев           | Марк Жикель Жо-Вильфрид Тсонга | 4-6 3-6              |
| 3. | 28 октября 2012 | Валенсия, Испания  | Хард (зал) | Давид Марреро         | Александр Пейя Бруно Соарес    | 3-6 2-6              |
| 4. | 13 октября 2013 | Шанхай, Китай      | Хард       | Давид Марреро         | Иван Додиг Марсело Мело        | 6-7(2) 7-6(6) [2-10] |
| 5. | 13 апреля 2014  | Хьюстон, США       | Грунт      | Давид Марреро         | Боб Брайан Майк Брайан         | 6-4 4-6 [9-11]       |

### Финалы челленджеров и фьючерсов в парном разряде (5)

#### Победы (5)
| №  | Дата            | Турнир                     | Покрытие | Партнёр                  | Соперники в финале                            | Счёт       |
| 1. | 22 июля 2001    | Эльче, Испания             | Грунт    | Хоакин Муньос Эрнандес   | Хорди Марсе Видри Гильермо Платель Варас      | 6-4 7-6(5) |
| 2. | 26 августа 2001 | Ирун, Испания              | Грунт    | Хоакин Муньос Эрнандес   | Хуан Монако Тэцухиро Ямамото                  | 6-1 7-6(4) |
| 3. | 3 марта 2002    | Торре-Пачеко, Испания      | Грунт    | Мариано Альберт Феррандо | Даниэль Монедеро Гонсалес Иван Эскердо Андреу | 6-1 6-1    |
| 4. | 9 июня 2002     | Канарские острова, Испания | Грунт    | Хесус Мантека Хурадо     | Марван Зивар Давид Корс Парес                 | 6-1 6-2    |
| 5. | 16 июня 2002    | Канарские острова, Испания | Грунт    | Хесус Мантека Хурадо     | Давид Марреро Марк Форнель Местрес            | 7-6(4) 6-2 |

### Финалы командных турниров (4)

#### Победы (4)
| №  | Год  | Турнир           | Команда                                             | Соперник в финале                                                | Счёт |
| 1. | 2008 | Кубок Дэвиса     | Испания Ф. Вердаско, Ф. Лопес, Д. Феррер            | Аргентина Х. Акасусо, Х. М. Дель Потро, А. Кальери, Д. Налбандян | 3-1  |
| 2. | 2009 | Кубок Дэвиса (2) | Испания Вердаско, Ф. Лопес, Надаль Феррер           | Чехия Бердых, Длоуги, Гайек, Штепанек                            | 5-0  |
| 3. | 2011 | Кубок Дэвиса (3) | Испания Ф. Вердаско, Ф. Лопес, Р. Надаль, Д. Феррер | Аргентина Х. М. Дель Потро, Х. Монако, Д. Налбандян, Э. Шванк    | 3-1  |
| 4. | 2013 | Кубок Хопмана    | Испания · А.Медина, Ф.Вердаско                      | Сербия · А.Иванович, Н.Джокович                                  | 2-1  |

## История выступлений на турнирах
По состоянию на 4 марта 2024 года
Для того, чтобы предотвратить неразбериху и удваивание счёта, информация в этой таблице корректируется только по окончании турнира или по окончании участия там данного игрока.
| Турнир                       | 2002          | 2003          | 2004          | 2005          | 2006          | 2007          | 2008          | 2009                    | 2010                    | 2011                    | 2012                    | 2013                    | 2014                    | 2015                    | 2016                    | 2017                    | 2018                    | 2019                    | 2020                    | 2021                    | 2022                    | 2023                    | Итог   | В/П за карьеру |
| ---------------------------- | ------------- | ------------- | ------------- | ------------- | ------------- | ------------- | ------------- | ----------------------- | ----------------------- | ----------------------- | ----------------------- | ----------------------- | ----------------------- | ----------------------- | ----------------------- | ----------------------- | ----------------------- | ----------------------- | ----------------------- | ----------------------- | ----------------------- | ----------------------- | ------ | -------------- |
| Турниры Большого шлема       |               |               |               |               |               |               |               |                         |                         |                         |                         |                         |                         |                         |                         |                         |                         |                         |                         |                         |                         |                         |        |                |
| Открытый чемпионат Австралии | -             | К             | 1Р            | 2Р            | 2Р            | 2Р            | 2Р            | 1/2                     | 4Р                      | 4Р                      | 1Р                      | 3Р                      | 2Р                      | 3Р                      | 2Р                      | 1Р                      | 2Р                      | 3Р                      | 3Р                      | -                       | -                       | К                       | 0 / 17 | 26-17          |
| Открытый чемпионат Франции   | -             | К             | 2Р            | 1Р            | 2Р            | 4Р            | 4Р            | 4Р                      | 4Р                      | 3Р                      | 3Р                      | 2Р                      | 4Р                      | 2Р                      | 3Р                      | 4Р                      | 4Р                      | 2Р                      | -                       | 1Р                      | К                       | -                       | 0 / 17 | 32-17          |
| Уимблдонский турнир          | -             | 1Р            | 2Р            | 2Р            | 4Р            | 3Р            | 4Р            | 4Р                      | 1Р                      | 2Р                      | 3Р                      | 1/4                     | 1Р                      | 3Р                      | 1Р                      | 1Р                      | 1Р                      | 4Р                      | НП                      | 1Р                      | 1Р                      | -                       | 0 / 19 | 25-19          |
| Открытый чемпионат США       | -             | 3Р            | 2Р            | 4Р            | 3Р            | 3Р            | 3Р            | 1/4                     | 1/4                     | 3Р                      | 3Р                      | 1Р                      | 2Р                      | 2Р                      | 1Р                      | 2Р                      | 3Р                      | 2Р                      | -                       | К                       | 1Р                      | -                       | 0 / 18 | 30-18          |
| Итог                         | 0 / 0         | 0 / 2         | 0 / 4         | 0 / 4         | 0 / 4         | 0 / 4         | 0 / 4         | 0 / 4                   | 0 / 4                   | 0 / 4                   | 0 / 4                   | 0 / 4                   | 0 / 4                   | 0 / 4                   | 0 / 4                   | 0 / 4                   | 0 / 4                   | 0 / 4                   | 0 / 1                   | 0 / 2                   | 0 / 2                   | 0 / 0                   | 0 / 71 |                |
| В/П в сезоне                 | 0-0           | 2-2           | 3-4           | 5-4           | 7-4           | 8-4           | 9-4           | 15-4                    | 10-4                    | 8-4                     | 6-4                     | 7-4                     | 5-4                     | 6-4                     | 3-4                     | 4-4                     | 6-4                     | 7-4                     | 2-1                     | 0-2                     | 0-2                     | 0-0                     |        | 113-71         |
| Итоговые турниры             |               |               |               |               |               |               |               |                         |                         |                         |                         |                         |                         |                         |                         |                         |                         |                         |                         |                         |                         |                         |        |                |
| Итоговый турнир ATP          | -             | -             | -             | -             | -             | -             | -             | Группа                  | -                       | -                       | -                       | -                       | -                       | -                       | -                       | -                       | -                       | -                       | -                       | -                       | -                       | -                       | 0 / 1  | 0-3            |
| Олимпийские игры             |               |               |               |               |               |               |               |                         |                         |                         |                         |                         |                         |                         |                         |                         |                         |                         |                         |                         |                         |                         |        |                |
| Летняя олимпиада             | НП            | НП            | -             | Не проводился | Не проводился | Не проводился | -             | Не проводился           | Не проводился           | Не проводился           | 1Р                      | Не проводился           | Не проводился           | Не проводился           | -                       | Не проводился           | Не проводился           | Не проводился           | Не проводился           | -                       | НП                      | НП                      | 0 / 1  | 0-1            |
| Турниры Мастерс              |               |               |               |               |               |               |               |                         |                         |                         |                         |                         |                         |                         |                         |                         |                         |                         |                         |                         |                         |                         |        |                |
| Индиан-Уэллc                 | -             | -             | 1Р            | 2Р            | 3Р            | 3Р            | 3Р            | 1/4                     | 3Р                      | 3Р                      | 3Р                      | 2Р                      | 4Р                      | 3Р                      | 3Р                      | 3Р                      | 3Р                      | -                       | НП                      | -                       | -                       | -                       | 0 / 15 | 18-15          |
| Майами                       | -             | 3Р            | 2Р            | 3Р            | 3Р            | 2Р            | 2Р            | 1/4                     | 1/4                     | 2Р                      | 3Р                      | 2Р                      | 2Р                      | 4Р                      | 3Р                      | 3Р                      | 4Р                      | -                       | НП                      | 1Р                      | 1Р                      | -                       | 0 / 18 | 19-18          |
| Монте-Карло                  | -             | -             | -             | 1Р            | 1Р            | 1Р            | 1Р            | 1/4                     | Ф                       | 2Р                      | 3Р                      | 1Р                      | -                       | 1Р                      | 2Р                      | -                       | 2Р                      | 1Р                      | НП                      | -                       | -                       | -                       | 0 / 13 | 10-13          |
| Мадрид                       | К             | 1Р            | 3Р            | 2Р            | 1Р            | 2Р            | 2Р            | 1/4                     | 3Р                      | 1Р                      | 1/4                     | 3Р                      | 2Р                      | 3Р                      | 2Р                      | 1Р                      | 2Р                      | 3Р                      | НП                      | 1Р                      | -                       | -                       | 0 / 18 | 19-18          |
| Рим                          | -             | К             | -             | 1/4           | 2Р            | 1Р            | 3Р            | 1/4                     | 1/2                     | 2Р                      | 2Р                      | 2Р                      | 1Р                      | -                       | -                       | 2Р                      | 1Р                      | 1/4                     | К                       | -                       | -                       | -                       | 0 / 13 | 18-13          |
| Монреаль/Торонто             | -             | -             | 1Р            | -             | 3Р            | 3Р            | 2Р            | 3Р                      | 2Р                      | 2Р                      | -                       | -                       | -                       | 1Р                      | -                       | -                       | 2Р                      | -                       | НП                      | -                       | -                       | -                       | 0 / 9  | 10-9           |
| Цинциннати                   | -             | 1Р            | 1Р            | -             | 1Р            | 2Р            | 3Р            | 1Р                      | 2Р                      | 3Р                      | -                       | -                       | 2Р                      | 2Р                      | 2Р                      | 1Р                      | 1Р                      | 1Р                      | -                       | К                       | -                       | -                       | 0 / 14 | 8-14           |
| Шанхай                       | Не проводился | Не проводился | Не проводился | Не проводился | Не проводился | Не проводился | Не проводился | 2Р                      | 1Р                      | 2Р                      | 3Р                      | 2Р                      | -                       | 1Р                      | 1Р                      | 1Р                      | -                       | 1Р                      | Не проводился           | Не проводился           | Не проводился           | -                       | 0 / 9  | 4-9            |
| Париж                        | -             | К             | 1Р            | 2Р            | 1Р            | 1Р            | 3Р            | 3Р                      | 3Р                      | 2Р                      | 1Р                      | 2Р                      | 3Р                      | 1Р                      | 2Р                      | 1/4                     | 2Р                      | 2Р                      | -                       | -                       | -                       | -                       | 0 / 16 | 14-16          |
| Гамбург                      | -             | -             | 3Р            | 1Р            | 1/4           | 1Р            | 1/4           | Не турнир серии Мастерс | Не турнир серии Мастерс | Не турнир серии Мастерс | Не турнир серии Мастерс | Не турнир серии Мастерс | Не турнир серии Мастерс | Не турнир серии Мастерс | Не турнир серии Мастерс | Не турнир серии Мастерс | Не турнир серии Мастерс | Не турнир серии Мастерс | Не турнир серии Мастерс | Не турнир серии Мастерс | Не турнир серии Мастерс | Не турнир серии Мастерс | 0 / 5  | 8-5            |
| Статистика за карьеру        |               |               |               |               |               |               |               |                         |                         |                         |                         |                         |                         |                         |                         |                         |                         |                         |                         |                         |                         |                         |        |                |
| Проведено финалов            | 0             | 0             | 2             | 1             | 0             | 1             | 2             | 3                       | 4                       | 3                       | 1                       | 1                       | 1                       | 0                       | 2                       | 1                       | 1                       | 0                       | 0                       | 0                       | 0                       | 0                       |        | 23             |
| Выиграно турниров АТП        | 0             | 0             | 1             | 0             | 0             | 0             | 1             | 1                       | 2                       | 0                       | 0                       | 0                       | 1                       | 0                       | 1                       | 0                       | 0                       | 0                       | 0                       | 0                       | 0                       | 0                       |        | 7              |
| В/П: всего                   | 1-2           | 7-12          | 31-25         | 35-28         | 32-26         | 34-28         | 47-27         | 52-25                   | 43-22                   | 36-24                   | 32-22                   | 29-23                   | 26-20                   | 24-26                   | 29-26                   | 29-25                   | 33-28                   | 26-27                   | 6-7                     | 2-8                     | 5-11                    | 0-5                     |        | 559-447        |
| Σ % побед                    | 33 %          | 37 %          | 55 %          | 56 %          | 55 %          | 55 %          | 64 %          | 68 %                    | 66 %                    | 60 %                    | 59 %                    | 56 %                    | 57 %                    | 48 %                    | 53 %                    | 54 %                    | 54 %                    | 49 %                    | 46 %                    | 20 %                    | 31 %                    | 0 %                     |        | 56 %           |

К — проиграл в квалификационном турнире.
| Турнир                       | 2004  | 2005  | 2006  | 2007  | 2008  | 2009  | 2012  | 2013  | 2014  | 2015  | 2016  | 2017  | 2018  | 2019  | Итог   | В/П за карьеру |
| ---------------------------- | ----- | ----- | ----- | ----- | ----- | ----- | ----- | ----- | ----- | ----- | ----- | ----- | ----- | ----- | ------ | -------------- |
| Турниры Большого шлема       |       |       |       |       |       |       |       |       |       |       |       |       |       |       |        |                |
| Открытый чемпионат Австралии | -     | 1Р    | 2Р    | 1Р    | 1Р    | 1/4   | -     | 1/4   | 2Р    | -     | 2Р    | 1Р    | 1Р    | 2Р    | 0 / 11 | 10-10          |
| Открытый чемпионат Франции   | 1Р    | 1Р    | 1Р    | 2Р    | -     | 1Р    | -     | 1/4   | 2Р    | -     | 1Р    | 1/2   | 1Р    | -     | 0 / 10 | 9-10           |
| Уимблдонский турнир          | 2Р    | 1Р    | -     | 1Р    | 3Р    | -     | -     | -     | -     | -     | -     | 1Р    | 1Р    | -     | 0 / 6  | 3-5            |
| Открытый чемпионат США       | 1/4   | 3Р    | 1Р    | 1Р    | 1/4   | -     | 1Р    | 1Р    | 1/4   | 2Р    | 3Р    | 1Р    | -     | 1Р    | 0 / 12 | 14-12          |
| Итог                         | 0 / 3 | 0 / 4 | 0 / 3 | 0 / 4 | 0 / 3 | 0 / 2 | 0 / 1 | 0 / 3 | 0 / 3 | 0 / 1 | 0 / 3 | 0 / 4 | 0 / 3 | 0 / 2 | 0 / 39 |                |
| В/П в сезоне                 | 4-3   | 2-4   | 1-3   | 1-4   | 5-2   | 3-2   | 0-1   | 6-3   | 5-3   | 1-1   | 3-3   | 4-4   | 0-3   | 1-2   |        | 36-37          |
| Итоговые турниры             |       |       |       |       |       |       |       |       |       |       |       |       |       |       |        |                |
| Итоговый турнир ATP          | -     | -     | -     | -     | -     | -     | -     | П     | -     | -     | -     | -     | -     | -     | 1 / 1  | 4-1            |